# Wassermann (Familienname)
Wassermann ein deutscher Familienname.

## Namensträger

### Künstlername
- Wassermann (* 1961), deutscher Musiker, siehe Wolfgang Voigt (Musiker)

### Familienname
- Albert Wassermann (1901–1971), österreichischer Chemiker
- Alfred Wassermann (* 1963), deutscher Mathematiker und Hochschullehrer
- August von Wassermann (1866–1925), deutscher Immunologe und Bakteriologe
- Beate Wassermann (1947–2018), deutsche Malerin und Glaskünstlerin
- Charles Wassermann (Karl Wassermann; 1924–1978), österreichisch-kanadischer Journalist und Schriftsteller
- Christine Wassermann (* 1964), deutsche Künstlerin
- Eberhard Wassermann (1937–2020), deutscher Physiker
- Felix Wassermann (1896–1976), US-amerikanischer Literaturwissenschaftler
- Franz Wassermann (* 1963), österreichischer Künstler
- Friedrich Wassermann (1884–1969), US-amerikanischer Anatom und Histologe
- Günter Wassermann (1902–1986), deutscher Physiker und Hochschullehrer für Metallkunde
- Hans Wassermann (* 1953), deutscher Motorradrennfahrer
- Heinrich Joseph Wassermann (1791–1838), deutsch-schweizerischer Geiger, Komponist und Dirigent
- Heinz Wassermann (1939–2022), deutscher Fußballspieler
- Henning Wassermann (1949–2013), deutscher Richter
- Jakob Wassermann (1873–1934), deutscher Schriftsteller
- Johann Georg Wassermann († 1631), deutscher Arzt am Würzburger Juliusspital
- Josef Wassermann (* 1967), deutscher Eishockeyspieler
- Julian Wassermann (Julian Wurmseher), deutscher DJ und Musikproduzent
- Klaus Wassermann (1947–2016), deutscher Bauingenieur und Bauinformatiker
- Ludwig Wassermann (1885–1941), deutscher Unternehmer
- Martin Wassermann (1871–1953), deutsch-argentinischer Jurist
- Moses Wassermann (1811–1892), deutscher Rabbiner
- Oscar Wassermann (1869–1934), deutscher Bankier
- Otmar Wassermann (* 1934), deutscher Toxikologe
- PJ Wassermann (* 1951), Schweizer Musiker und Programmierer
- Paul Ernst Reinhold Wassermann (1901–1980), deutscher Volkswirtschaftler und Politiker
- Paul Franz Wassermann (1887–1941), deutscher Unternehmer
- Richard Wassermann (1898–1981), deutscher Widerstandskämpfer und Politiker (SPD)
- Rudolf Wassermann (Jurist, 1884) (1884–1965), deutscher Jurist und Textilindustrieverbands-Funktionär
- Rudolf Wassermann (1925–2008), deutscher Jurist
- Sabine Wassermann (1965–2017), deutsche Schriftstellerin
- Sandra Wassermann (* 1984), österreichische Politikerin (FPÖ), Abgeordnete zum Nationalrat
- Sigmund Wassermann (1889–1958), deutscher Jurist und Bankier
- Ute Wassermann (* 1960), deutsche Stimm- und Klangkünstlerin sowie Komponistin
- Walter Wassermann (1883–1944), deutscher Schauspieler und Drehbuchautor
- Wilhelm Wassermann (1853/1855–1924), deutscher Schauspieler
- Zbigniew Wassermann (1949–2010), polnischer Politiker, Jurist und Staatsanwalt